# Інуксук

Інуксук на прапорі Нунавуту

Інуксук (інук. ᐃᓄᒃᓱᒃ; мн. інуксуїт; також поширений варіант інукшук, англ. inukshuk) — кам'яна фігура в культурі інуїтів. У буквальному перекладі з інуктітуту слово «інуксук» означає «заміщаючий людину».

## Культурне значення інуксуку
Дослідники розрізняють від восьми до 24 видів інуксуїт. Вони створюються в різних формах (зазвичай це окремий камінь або стопка каменів, покладених один на одного), різних розмірів (від 0,5 метра заввишки до 2 метрів в ширину) і з різними цілями: для вказівки дороги, повідомлення про небезпеку, позначення шанованого місця (в тому числі і як пам'ятники померлим), позначення рибних місць або складу провізії, як помічники в полюванні на карібу. В останньому випадку стовпи-інуксуки, кожен з який складений з декількох брил, розставляються уздовж ліній, які сходяться уздовж шляхів міграції стад карібу. Передбачається, що карібу лякаються інуксуків і біг стада направляється таким чином до мисливської засідки.
Вершини стовпів інуїти увінчують пучками Кассіопеї чотиригранної (Cassiope tetragona), арктичного чагарнику, який імітує людське волосся.
Інуксуїт, які служать покажчиками напрямкк, зводяться на підвищеннях, щоб їх було видно над сніговими наносами. Як пам'ятники виступають, зокрема, інуксуїт на острові Ілувірктук недалеко від Кейп-Дорсет — в цьому місці в 1940 році був кровопролитний бій між інуїтами з двох поселень, і в пам'ять про кожного з убитих був споруджений окремий інуксук. Меморіальні інуксуїт споруджені про полеглих солдатів-інуїтів в Кандагарі (Афганістан) і на пляжі Джуно в Нормандії. Інуксуїт також приписуються містичні сили.
Інуксук, якому надано форму людського тіла, називають інунгуак (англ. Inunnguaq, «наслідує людині»). «Канадська енциклопедія» називає інунгуаки пізнім розвитком ідеї інуксуку, можливо, з'явилися вже після приходу в Північну Америку європейських китобоїв в XIX столітті.
Археологи припускають, що перші інуксуїт споруджувалися в Дорсетську епоху, під II тисячолітті до нової ери. Після того, як інуксук створений, інуїтська традиція забороняє його руйнувати, і багато інуксуків регулярно оновлюються. Це дозволило численним інуксукам простояти з давнини до наших днів.

## Інуксук в сучасній культурі
З середини XX століття маленькі моделі інуксуїт, зроблені з каміння, скріплених разом клеєм або дротом, являють собою один з популярних інуїтських сувенірів. В 1986 році гігантський інуксук був окрасою павільйону Північно-Західних територій на Всесвітній виставці в Ванкувері.
У 1999 році, зі створенням території Нунавут у складі Канади, зображення інуксуку було розміщено на її прапорі і гербі. Компанія «Кока-Кола» отримала дозвіл на використання зображення інуксуку на своїй продукції, так як це сприяло поширенню інформації про Нунавут. У двох з 11 національних парків Нунавуту інуксуіт перебувають під охороною держави. Зокрема, з 1969 року охороняється велике скупчення інуксуїт в парку Енуксо-Пойнт на південному заході Баффінової Землі.
Інунгуак по імені Іланаак (в пер. З інуктітуте «Друг» або «Дружба») був обраний офіційним символом Олімпійських ігор 2010 року у Ванкувері. Інуксук був також обраний талісманом Самітів Америк, регулярних самітів демократично обраних глав держав і урядів Західної півкулі.

## Галерея

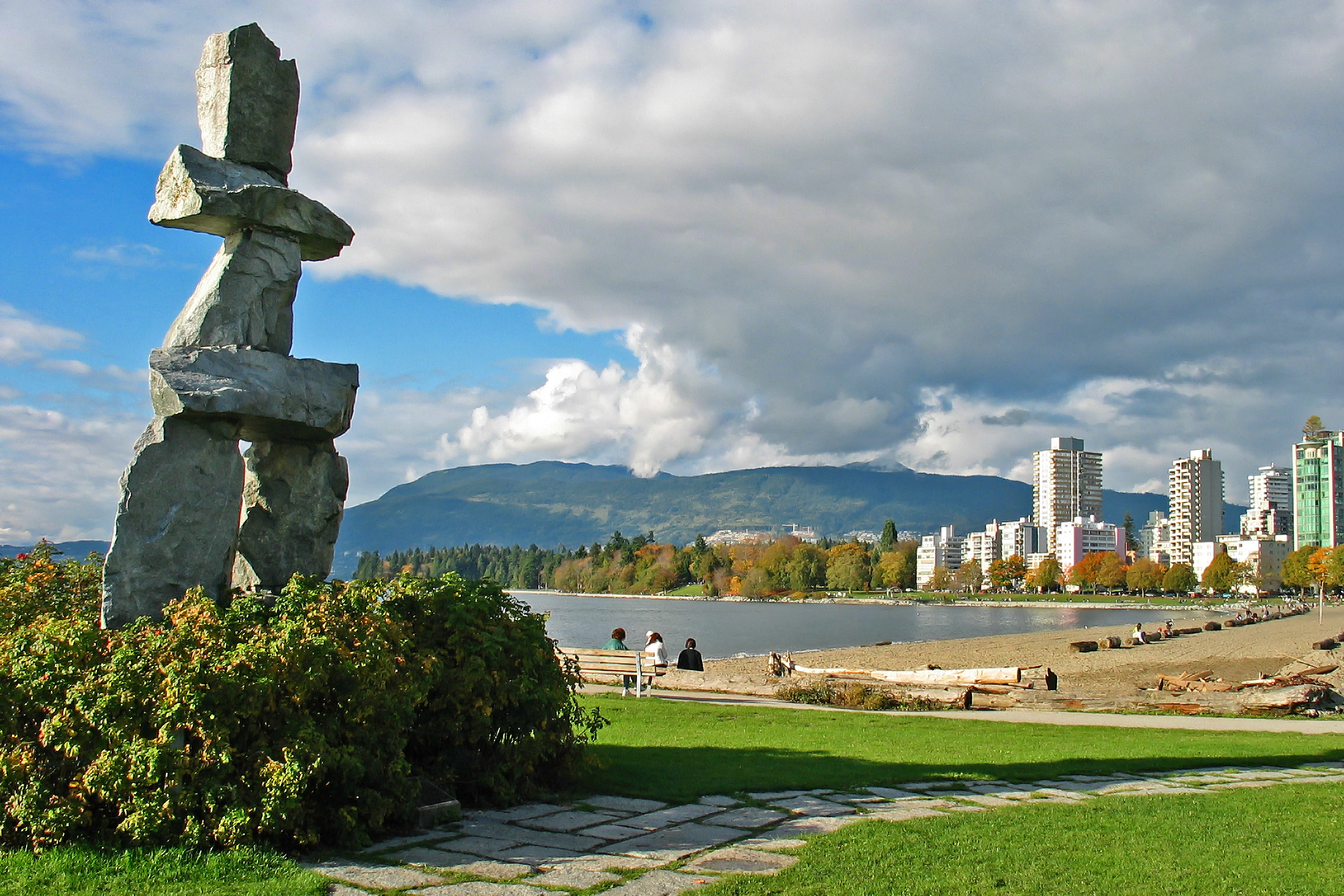
Інуксук із Всесвітньої виставки 1986 року

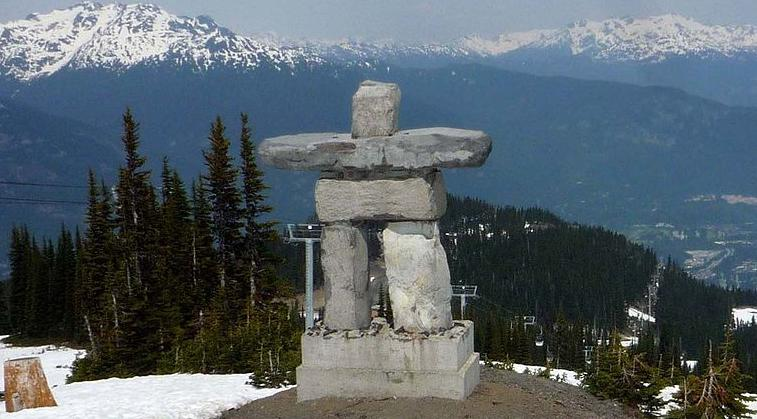
Іланаак на горі Вістлер, Олімпіада-2010